# Souvlaki (album)
Albums de Slowdive
Just for a Day
(2 septembre 1991) Pygmalion
(6 février 1995)
Singles
1. Alison
Sortie : 1994

Souvlaki est le deuxième album du groupe anglais Slowdive, sorti le 17 mai 1993 par le label Creation Records.
L'album a une bonne réception critique à sa sortie. Brian Eno collabore sur deux pistes, Sing et Here She Comes.
Cet album montre un tournant dans la carrière du groupe et projette aussi les futurs projets musicaux du duo de chanteurs-guitaristes Neil Halstead et Rachel Goswell[réf. nécessaire].
L'album bénéficie d'une réédition en 2005,.

## Liste des pistes
1. Alison - 3:51
2. Machine Gun - 4:28
3. 40 Days - 3:16
4. Sing - 4:51
5. Here She Comes - 2:19
6. Souvlaki Space Station - 5:58
7. When the Sun Hits - 4:47
8. Altogether - 3:42
9. Melon Yellow - 3:55
10. Dagger - 3:33

Piste bonus (sortie américaine)
1. Some Velvet Morning - 3:23
2. Good Day Sunshine - 5:08
3. Missing You - 4:15
4. Country Rain - 3:33